# Агилера (вулкан)
Агилера — вулкан. Располагается в области Магальянес-и-ла-Антарктика-Чилена, Чили.
Агилера — стратовулкан высотой 2546 метров. Находится в Патагонских Андах. Сложен биотитами и дацитами. Геохимический анализ показал, что вулкан извергался в позднем голоцене. Извержения вулкана происходили в период 3000 — 1000 лет назад. До сих пор в некоторых местах сохранилась тефра возле вулкана. Последнее крупное извержение покрыло вулканическим пеплом площадь 4-9 км³. Следы тефры Агилеры можно найти к северу от Магелланова пролива и к востоку от вулкана в радиусе 80-130 км, толщиной от 5 до 10 см.